# Robert Majzels
Robert Majzels, né en 1950 à Montréal, est un écrivain, poète, dramaturge, traducteur et professeur québécois.

## Biographie
Robert Majzels étudie à l'Université Concordia, où il obtient une maîtrise en anglais en 1986. Il enseigne ensuite la création littéraire pendant treize ans à l'Université Concordia, puis quitte la province de Québec afin de donner des cours de littérature anglaise à l'Université de Calgary,.
De 2000 à 2002, il déménage à Beijing avec sa conjointe, Claire Huot, afin de se concentrer sur l'écriture d'un manuscrit et d'apprendre le mandarin,. Au retour de la Chine, ils développent un projet de poésie multimédia intitulé 85, lequel est publié en exemplaire limité en 2013.
Ayant grandi à Montréal à l'époque de la Révolution tranquille, l'auteur est soucieux de rendre compte, dans ses livres, du contexte socioculturel de son époque,. Son premier roman, Le cahier d'Hellman, « témoigne de l'importance, de la cohabitation, parfois du conflit, des langues dans l'ensemble de la culture québécoise » en présentant des passages en français, en anglais et en d'autres langues.
Il traduit les œuvres de Nicole Brossard, Anne Dandurand et France Daigle. En 2000, puis en 2013, il remporte le Prix du Gouverneur général pour ses traductions du français vers l'anglais des œuvres de France Daigle,.

## Œuvres

### Romans
- Hellman's Scrapbook, Dunvegan, Cormorant Books, 1992, 449 p.  (ISBN 0-920953-78-6).
  - Le cahier d'Hellman, traduction de Claire Dé, Montréal, Planète rebelle, 2004, 522 p.  (ISBN 292252843X et 9782922528435).
- City of Forgetting, Toronto, Mercury Press, 1997, 168 p.  (ISBN 1-55128-045-0).
  - Montréal barbare, traduction de Claire Dé, Les Intouchables, 2000, 221 p.  (ISBN 2-921775-93-X).
- Apikoros Sleuth, Toronto, Mercury Press, 2004, 55 p.  (ISBN 1-55128-105-8).
- The Humbugs Diet, Toronto, Mercury Press, 2007, 176 p.  (ISBN 978-1-55128-130-8 et 1-55128-130-9).
- kHarLaMoV's aNkLe: A Utopian Fantasy, Berkeley (California) The Elephants, 2019, 121 p.  (ISBN 9781988979311)

### Théâtre
- This Night the Kapo, Toronto, Playwrights Canada Press, 2004, 72 p.  (ISBN 0-88754-782-6).

### Traductions
- Anne Dandurand, Small Souls Under Siege [« Petites âmes sous ultimatum »], Dunvegan, Cormorant Books, 1995, 103 p.  (ISBN 0-920953-81-6)
- France Daigle, 1953: Chronicle of Birth Foretold [« 1953 : chronique d'une naissance annoncée »], Concord, Anansi, 1997, 164 p.  (ISBN 0-88784-604-1)
- Anne Dandurand, The Waiting Room [« La salle d'attente »], Toronto, Mercury Press, 1999, 72 p. (ISBN 1-55128-073-6)
- France Daigle, Just Fine [« Pas pire »], Toronto, Ananso, 1999, 148 p.  (ISBN 0-88784-639-4)
- Nicole Brossard, traduction de Robert Majzels et Erín Moure, Installations : [with and without pronouns] [« Installation: [avec et sans pronoms]»], Winnipeg, Muses'Co., 2000, 128 p.  (ISBN 1-896239-65-X)
- France Daigle, traduction de Robert Majzels et Erín Moure, A Fine Passage [« Fin passage »], Toronto, Anansi, 2002, 113 p.  (ISBN 0-88784-681-5)
- Nicole Brossard, Museum of Bone and Water [« Musée de l'os et de l'eau »], Toronto, Anansi, 2003, 120 p. (ISBN 0-88784-686-6)
- France Daigle, Life's Little Difficulties [« Petites difficultés d'existence »], Toronto, Anansi, 2004, 155 p.  (ISBN 0-88784-700-5)
- Sylvie Gendreau, traduction de Robert Majzels et Erín Moure, avec des photographies et dessins de Pierre Guité, School of Desires [« L'école des désirs »], Montréal, Céra, coll. Dreams and reflections collection, 2004.  (ISBN 2-921788-07-1)
- Nicole Brossard, Notebook of Roses and Civlization [« Cahier de roses et de civilisation ], Toronto, Coach House Books, 2007, 81 p.  (ISBN 978-1-55245-181-6)
- Nicole Brossard, traduction de Robert Majezels et Erín Moure, White Piano [« Piano blanc »], Toronto, Coach House Books, 2013, 111 p.  (ISBN 9781552452738)
- France Daigle, For sure [« Pour sûr »], Toronto, Arachnide, 2013, 741 p.  (ISBN 9781770892040)

## Prix et honneurs
- 1991 : lauréat du premier prix de la Dorothy Silver Playwright Competition, pour This Night the Kapo[1],[2]
- 1994 : lauréat du premier prix de la Canadian Jewish Playwriting Competition[2]
- 1998 : finaliste pour le prix QSPELL Award for Fiction, pour City of Forgetting[3]
- 2000 : lauréat du Prix du Gouverneur général, catégorie traduction du français vers l'anglais, pour Just Fine de France Daigle[6]
- 2007 : finaliste, avec Erin Moure, pour le Prix du Gouverneur général, catégorie traduction du français vers l'anglais, pour Notebook of Roses and Civilization de Nicole Brossard[8]
- 2008 : finaliste, avec Erin Moure, pour le prix Griffin Poerty Prize, pour Notebook of Roses and Civilization de Nicole Brossard[2]
- 2013 : lauréat du Prix du Gouverneur général, catégorie traduction du français vers l'anglais, pour For Sure de France Daigle[7]